# Озеро (Кошиці)
Озеро (Jazero) — водосховище; місце розташування — Кошиці; міська частина Над Озером.
Площа 0,17 км2. Збудовано в 2-й половині 20-го сторіччя. Поруч протікають Горнад і Миславський потік.